# 1265

## أحداث
- بداية الحروب البيزنطية العثمانية في 1265 والتي انتهت في 1479.
- الإثنين 12 أكتوبر وافق غرة محرم 664 هـ. (تحويلات تقاويم)
- ذكر اسم «أم الفحم» بوثيقة لأول مرة أثناء توزيع الممتلكات في فترة حكم المماليك.

## مواليد
- دانتي أليغييري

## وفيات
- 8 فبراير - المغولي هولاكو خان.